# ひげなむち
ひげなむちは、日本の漫画家。主に成人向け漫画を執筆する。

## 経歴
2010年に『COMIC快楽天』6月号（ワニマガジン社）に掲載された『ヒト♥カノ』でデビュー。

## 作品リスト

### 単行本
成人向け
1. 『ヒト♥カノ』[1] （2011年12月23日発売[2]、ワニマガジン社〈ワニマガジンコミックススペシャル〉、ISBN 978-4-86269-187-3）
  - ヒト♥ツマ （COMIC快楽天 2011年4月号）
  - ヒト♥カノ （COMIC快楽天 2010年6月号）
  - 年上のヒト （COMIC快楽天 2012年12月号）
  - じゃじゃ馬たらし （COMIC快楽天 2010年10月号）
  - ペットのいる生活 （COMIC快楽天 2012年1月号）
  - ムチムチみやこさん! （COMIC快楽天 2010年12月号）
  - 暴君のしつけ （COMIC快楽天 2011年6月号）
  - ハツモノ （COMIC快楽天 2011年2月号）
  - インドアゲーム （COMIC快楽天 2010年8月号）
  - ツーバイツー （COMIC快楽天 2011年8月号）
  - ワンオンワン （COMIC快楽天 2011年10月号）
  - ヒト♥カノ アフター （描き下ろし）
2. 『おとめくずし』[3] （2013年11月20日発売[4]、ワニマガジン社〈ワニマガジンコミックススペシャル〉、ISBN 978-4-86269-270-2）
  - 路地裏のヒト （COMIC快楽天 2012年2月号）
  - ご拝借! （COMIC快楽天 2013年4月号）
  - ご延長! （COMIC快楽天 2013年5月号）
  - ご返却! （COMIC快楽天 2013年6月号）
  - びっぐ&すもーる （COMIC快楽天2013年9月号増刊 COMIC X-EROS #09）
  - 彼氏×彼女×彼女 （COMIC快楽天 2012年7月号）
  - ゲームセット （COMIC快楽天 2012年8月号）
  - おともだち （COMIC快楽天 2013年1月号）
  - すなおなキモチ （COMIC快楽天 2012年4月号）
  - おねだり上手 （COMIC快楽天 2012年10月号）
  - ヤリ過ゴシ （COMIC快楽天 2012年12月号）
3. 『みすでぃれくしょん』[5] （2015年12月18日発売[6]、ワニマガジン社〈ワニマガジンコミックススペシャル〉、ISBN 978-4-86269-404-1）
  - クレバー・クレバー （COMIC快楽天 2014年2月号）
  - お・あ・そ・び （COMIC快楽天 2013年11月号）
  - クズシアイ （COMIC快楽天 2014年4月号）
  - Desire （COMIC快楽天 2014年6月号）
  - みすでぃれくしょん （COMIC快楽天 2015年1月号）
  - 夏あそび （COMIC快楽天2015年9月号増刊 COMIC X-EROS #33）
  - オン⇔オフ （COMIC快楽天 2015年11月号）
  - Twins Twist （COMIC快楽天 2015年4月号）
  - ほしいままに （COMIC快楽天 2014年8月号）
  - ボクのお嫁さん （COMIC快楽天 2012年5月号）
  - えろばな （COMIC快楽天 2015年6月号）
4. 『桂さんちの日常性活』[7] （2017年12月26日発売[8]、ワニマガジン社〈ワニマガジンコミックススペシャル〉、ISBN 978-4-86269-534-5）
  - 桂さんちの日常生活 （COMIC快楽天 2016年12月号）
  - 桂さんちの看護性活 （COMIC快楽天 2017年1月号）
  - 桂さんちの浮気旅行 （COMIC快楽天 2017年3月号）
  - 桂さんちの母娘関係 （COMIC快楽天 2017年4月号）
  - 桂さんちの完落模様 （COMIC快楽天 2017年6月号）
  - 桂さんちの日常性活 （COMIC快楽天 2017年7月号）
  - サマータイム （COMIC快楽天 2016年9月号）
  - 蓼食う彼女 （COMIC快楽天 2016年7月号）
  - ただれ縁 （COMIC快楽天 2014年11月号）
  - コンヨク♨ （COMIC快楽天 2016年2月号）
  - コンヨク裏 （COMIC快楽天 2016年4月号）
5. 『あそばれスタイル』 （2020年8月12日発売[9]、ワニマガジン社〈ワニマガジンコミックススペシャル〉、ISBN 978-4-86269-725-7）
  - フリースタイル！ （COMIC快楽天 2017年10月号）
  - ストイックスタイル （COMIC快楽天 2017年12月号）
  - Sweet Time （COMIC快楽天 2018年5月号）
  - Dear Friends （COMIC快楽天 2018年7月号）
  - 初恋 （COMIC快楽天 2019年9月号）
  - 試遊タイケン （COMIC快楽天 2018年12月号）
  - One for all ! （COMIC快楽天 2018年9月号）
  - イイトコロ （COMIC快楽天 2020年5月号）
  - 交感 （COMIC快楽天 2020年2月号）

### 単行本未収録作品
2013年
- こたつねこ （2013年1月25日発売[10]、エンターブレイン『百合アンソロジー dolce due』、ISBN 978-4-04728-649-8） 全年齢向け

2014年
- プラクティス・プラス （2014年4月30日発売[11]、少年画報社『メバエ』vol.1、ISBN 978-4-7859-5276-1）

## 受賞歴
- 『COMIC快楽天』第27回快楽天新人漫画王賞 お姫様賞